# Індурська сільська рада
Індурська сільська рада — адміністративно-територіальна одиниця у Гродненському районі Гродненської області, Білорусь. До складу сільської ради входять 24 населених пункти. Адміністративний центр — містечко Індура. Голова сільського виконавчого комітету — Володимир Каранкевич. Керівник справ — Олена Радзівон.
На території сільської ради знаходяться такі пам'ятки архітектури:
- Костел Найсвятішої Трійці в с. Індура (1815)[1];
- Церква Святого Олександра Невського в с. Індура (1881)[2].